# Erysimum calycinum
Erysimum calycinum là một loài thực vật có hoa trong họ Cải. Loài này được Griseb. mô tả khoa học đầu tiên năm 1843.